# 橋本久美子 (声優)
橋本 久美子（はしもと くみこ）は、日本の女性声優。

## 経歴
以前はオフィス薫に所属していた。2004年より『純情ロマンチカ』のドラマCDで梶原真奈美役を演じ、2008年に同作品がアニメ化し、アニメ版でも声優を務めた。その他、映画『人質奪還 アラブテロVSアメリカ特殊部隊』の吹き替えに出演している。

## 出演作品

### テレビアニメ
2003年
- プラネテス（子供B）

2008年
- 純情ロマンチカシリーズ（2008年-2015年、梶原真奈美/高橋真奈美）

### ドラマCD
- 純情ロマンチカ シリーズ（梶原真奈美/高橋真奈美）

### 吹き替え
2003年
- 人質奪還 アラブテロVSアメリカ特殊部隊（母親）